# Oancea
Oancea là một xã thuộc hạt Galați, România. Dân số thời điểm năm 2002 là 1576 người.